# 북한산
북한산(北漢山)은 대한민국 서울특별시 강북구·도봉구·은평구·성북구·종로구와 경기도 고양시 덕양구·양주시·의정부시의 경계에 있는 높이 836.5m(2013년 6월 국토지리정보원 지도)의 산으로, 이름은 조선 후기 시대 때의 한성의 북쪽이라는 뜻에서부터 유래되었다.
북한산은 1억 7천만년전에 형성되었으며, 최초로는 마한의 땅으로 삼국시대 백제에서는 '한산(漢山)'이라 불렸고 인수봉은 '부아악(負兒嶽)'이라 불렸으며 시조 비류와 온조 형제가 올랐다는 기록이 남아있다. 31년 이후 '횡악(橫嶽)'이라고도 불렸다. 475년 고구려가 이곳을 정벌하여 '북한산군(北漢山郡)'이라 칭한다. 신라가 이곳을 정벌하고(553년) 난 후 557년에 일시적으로 '북한산주(北漢山州)'를 설치하였다. 이때 북한산 신라 진흥왕 순수비가 세워졌다.
남북국시대 신라에서는 '부아산(負兒山)'이라고도 불렀고, 993년 이후 때 부아봉(현 인수봉 810.5m), 중봉(현 백운대 835.6m), 국망봉(현 만경대 800.6m, 국토지리정보원) 세 봉우리가 모여 있어 삼각(三角)처럼 보여 '삼각산(三角山)'으로 불려왔다. 조선 시대에 들어와서 고려시대에 측성한 중흥산성을 보수축하여 북한산성을 축성(1711년)한 이후 한성의 북쪽이라는 의미에서 '북한산(北漢山)'이란 산명을 별칭으로 사용해 오다가, 일제강점기 이후로 점차 '북한산(北漢山)'이란 산명을 정식으로 사용하게 되었다.
1983년에 대한민국의 국립공원 북한산으로 지정되었고, 2010년에는 북한산 둘레길 코스가 개방되었다.

## 개요
북한산국립공원은 세계적으로 드문 도심 속의 자연공원으로, 수려한 자연경관을 온전히 보전하고 있고, 쾌적한 탐방 서비스를 제공하고 있다. 우리나라의 15번째 국립공원으로 지정되었으며, 그 면적은 서울특별시와 경기도에 걸쳐 약 77.334km2, 우이령을 중심으로 남쪽의 북한산 지역과 북쪽의 도봉산 지역으로 구분된다.
공원전체가 도시지역으로 둘러싸여 도시지역에 대한 녹지로서의 역할을 수행하고 있다. 수도권 주민들의 자연휴식처로 애용되어 연평균 탐방객이 약 650만 명에 이르고 있어 '단위면적 당 가장 많은 탐방객이 찾는 국립공원'이다.
북한산국립공원은 거대한 화강암으로 이루어진 주요 암봉 사이로 수십 개의 맑고 깨끗한 계곡이 형성되어 산과 물의 아름다운 조화를 빚어내고 있으며 1억 7천만 년전에 형성되었다, 그 속에 1,300여 종의 동식물이 서식하고 있다.
또한 숙종 37년(1711년)에 축성한 북한산성과 고려때 창건한 중흥사(重興寺)· 조선 중종 때 신월 선사가 창건한 화계사(華溪寺)· 신라의 고찰 승가사(僧伽寺)· 진관사(津寬寺)· 망월사 등의 유적지가 있다.
1,300여 종의 동·식물이 서식하고 있고 북한산성과 북한산신라진흥왕순수비유지를 비롯한 수많은 문화 유적이 있어 1983년 4월 2일에 한국에서 15번째 국립공원으로 지정되었다.
면적은 서울특별시와 경기도에 걸쳐 약 77.334km2이다. 우이령을 중심으로 남쪽의 북한산 지역과 북쪽의 도봉산 지역으로 구분된다.

행정구역상으로는 강북구(11.985km2) 및 도봉구(8.693km2)·성북구(3.865km2)·종로구(5.030km2)·은평구(7.695km2) 등의 서울지역과 의정부시(9.078km2)·고양시(16.007km2)·양주시(14.732km2) 등 경기지역을 합하여 총 77.334km2에 이른다 

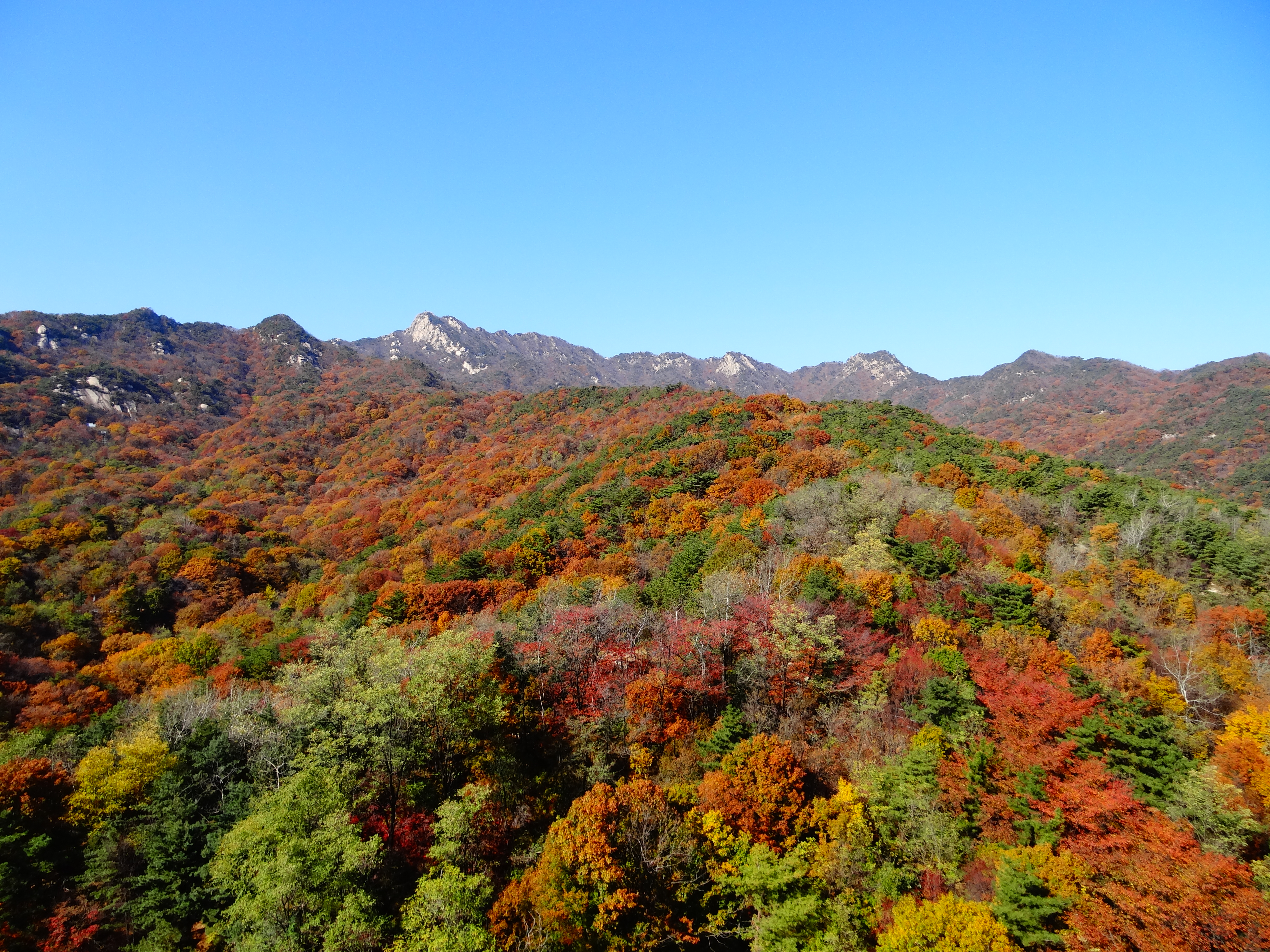
형제봉, 보현봉, 칼바위 등이 보이는 남쪽 북한산 자락의 가을 풍경

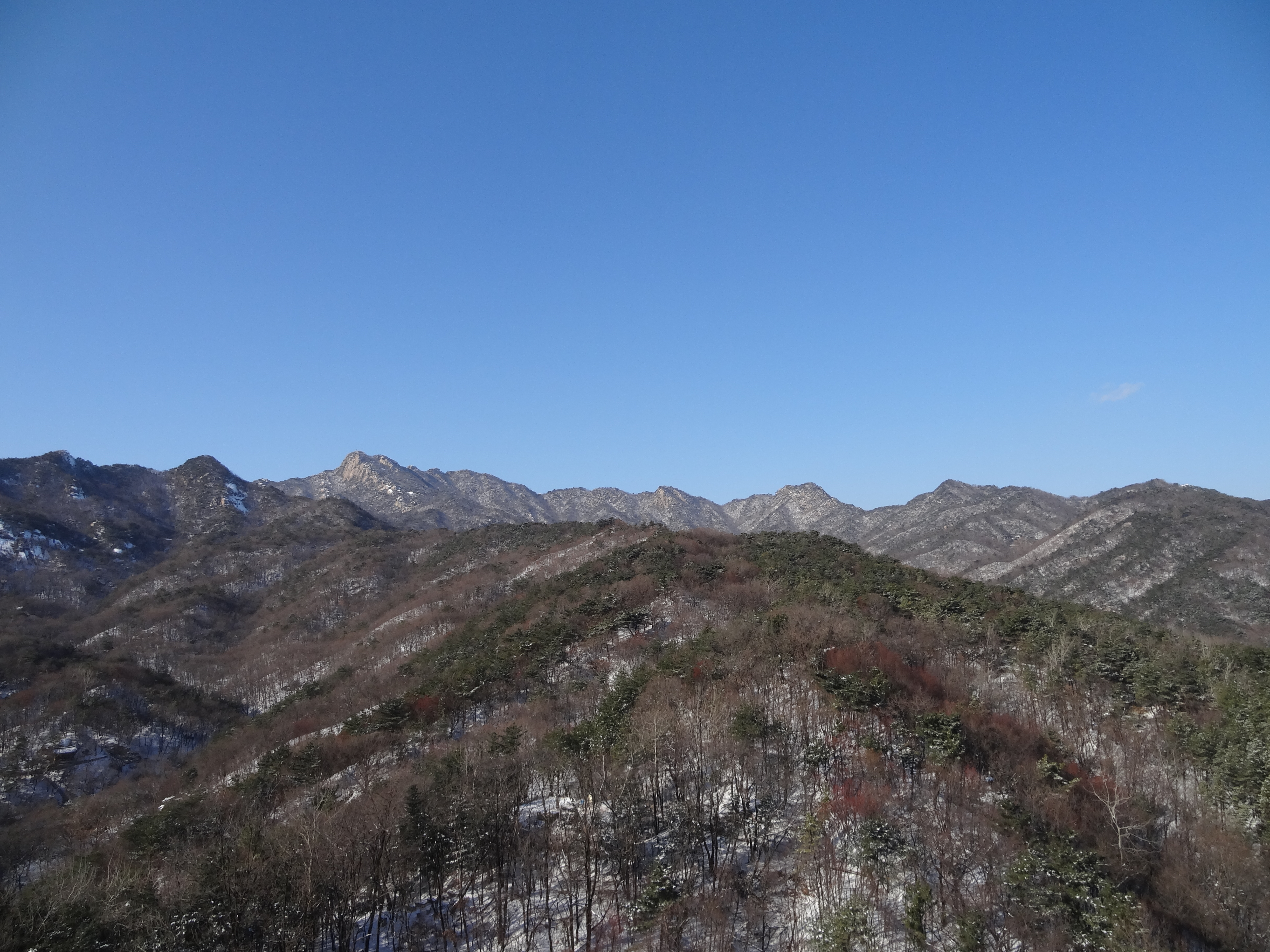
형제봉, 보현봉, 칼바위 등이 보이는 남쪽 북한산 자락의 겨울 풍경

정상인 백운대 최정상점에 오르면 기상 조건이 양호한 훌륭한 조망이 관측되며 130km 거리인 설악산 대청봉 (서리산 봉우리 우측 옆으로)과 140km 거리인 점봉산은 물론 정선 가리왕산 (용문산 좌측 옆으로) 까지 조망이 가능하며 어지간한 날엔 100km거리인 치악산 (용문산 우측 옆으로)도 조망이 가능하다.
또한 북녘 땅 개성 시내는 물론 멀리 멸악산맥까지도 조망이 된다.

## 지리·지질
지형적으로 볼 때 북에서 남으로 이어지는 산맥으로 이루어졌으며 우이령을 경계로 하여 북쪽으로는 도봉산 지역, 남쪽으로는 북한산 지역으로 크게 나뉜다. 이 중 북한산 지역은 최고봉인 백운대를 정점으로 주능선이 남북으로 길게 뻗어 북으로는 상장봉, 남으로는 보현봉에 이른다. 특히 북한산국립공원 전체의 중심에 인수봉, 백운대, 만경대와 노적봉 일대의 암봉군이 높이 솟아 있다.
지질학적으로는 중생대 쥐라기의 저반암체인 대보 화강암으로 구성된다. 북한산 지역의 화강암은 소위 서울 화강암이라 불리며 박병권(1972)에 의하면 서울 화강암의 Rb-Sr 절대연령은 160±10 Ma로 중기 쥐라기에 해당한다. 서울 화강암의 최대 압축 강도는 1100~1440 kg/cm2이며 서울 화강암 내에 단층과 절리를 생성시킨 압력은 평균 1200 kg/cm2이다.

## 북한산 봉우리

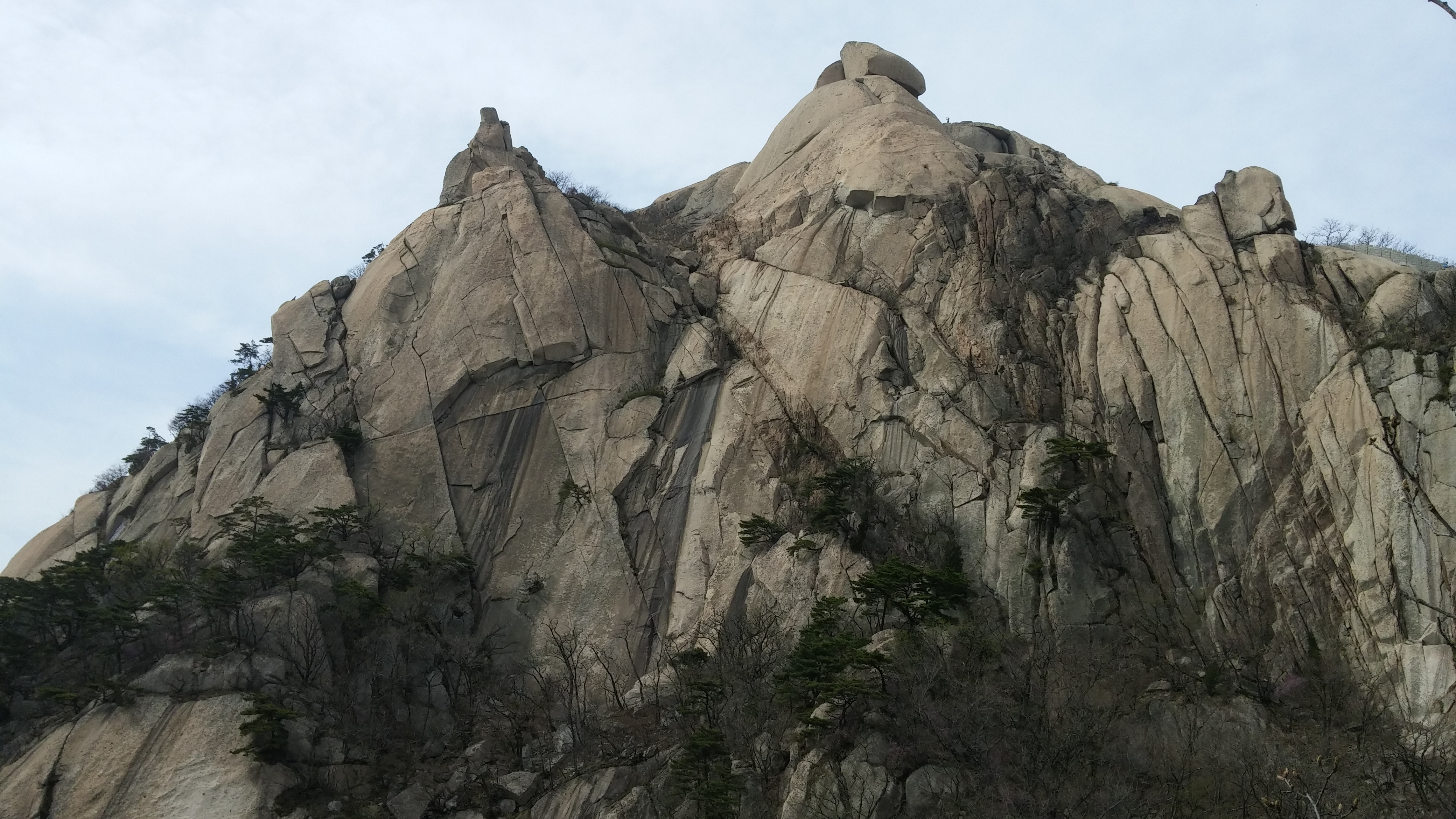
북한산 백운대

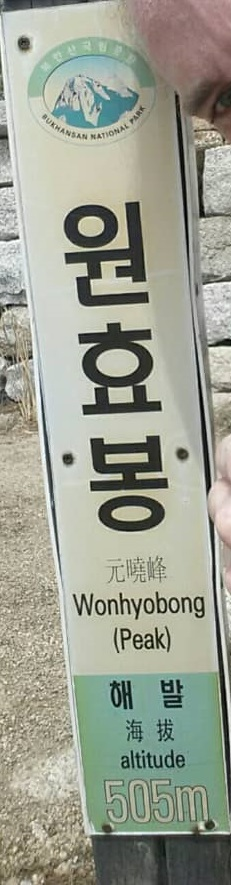
원효봉

현재 높이는 2013년 6월 국토지리정보원 1:25,000 지도상 고도이며 문헌에 나와 있는 자료이다.
백운대 (白雲臺) 836.5 : 인수봉 (仁壽峰) 810.5 : 만경봉 (萬景峰) 800.6 : 노적봉 (露積峰) 715.5 : 용암봉 (龍巖峰) : 일출봉 (日出峰) 617 : 월출봉 (月出峰) 600 : 기룡봉 (起龍峰) 588 : 반룡봉 (盤龍峰) 583 : 시단봉 (柴丹峰) 607 : 덕장봉 (德藏峰) 586 : 복덕봉 (福德峰) 594 : 석가봉 (釋迦峰) 598 : 성덕봉 (聖德峰) 631 : 화룡봉 (化龍峰) 644 : 잠룡봉 (潛龍峰) 701 :  문수봉 (文殊峰) 727 : 보현봉 (普賢峰) 714 : 716봉(구 나한봉 : 715.5m 삼각측량지점) : 나한봉(구 나월봉(蘿月峰) 688 : 나월봉(구 환희봉 (歡喜峰) 657 : 증취봉 (甑炊峰) 593 : 용혈봉 (龍穴峰) 581 : 용출봉 (龍出峰) 571 : 의상봉 (彌勒峰) 501.5 : 원효봉 (元曉峰) 510.3 : 염초봉 (廉峭峰) 662.2 : 시자봉 (侍者峰) 775 : 기린봉 (麒麟峰) 472.1 : 장군봉 (將軍峰) 431 : 등안봉 (登岸峰) 463 : 귀암봉 (龜巖峰) 520 : 상원봉 (上元峰) 684 : 휴암봉 (鵂巖峰) 594 :  형제봉(462.2m),족두리봉(367.3m), 응봉(332.9m) 등이 있다.

## 봉우리 명칭의 유래

### 원효능선 6봉(원효 염초 시자 백운 만경 용암)
원효능선훈련도감이 담당
- 원효봉(元曉峰,510.3) : 북한산성 축성이후 원효대사와 의상대사를 기리기 위해 이름을 붙인 봉우리
- 염초봉(廉峭峰,662.2) : 날카롭고 가파른 봉우리란 뜻으로 북한산성을 수축한 후에 붙여짐. 고려시대에는 '영취봉(靈鷲峰)'이라 함
- 시자봉(侍者峰,775.0) : 백운대를 모시고 있는 봉우리란 뜻으로, 정상에 원효능선에서 가장 위험하다는 말바위가 있다.
- 백운대(白雲臺,835.6) : 고려시대 중봉(中峰)이라 부름. 조선시대때 태조 이성계의 잠구시에 "백운(白雲)"에서 유래.
- 인수봉(仁壽峰,810.5) : 고려시대 부아봉(負兒峰)이라 부름. 조선시대때 인자요산 인자수(仁者樂山 仁者壽)에서 유래.
- 만경대(萬景臺,800.6) : 고려시대 개성 천마산에 국망봉이라는 이름에서 유래, 나중에 만경봉으로 변경
- 용암봉(龍巖峰, ) : 고려시대 미로봉이라 부름. 용모양의 바위가 있음
- 노적봉(露積峰,715.5) : 고려시대 적석봉(積石峰)이라고 부르다 후에 이슬이 쌓이는 봉우리란 뜻의 노적봉으로 변경

이슬이 쌓이는 것을 피하기 위해 곡식(穀食)을 한데에 쌓아 둔 것을 <노적(露積)가리>라 한다

### 의상능선 봉(의상 용출 용혈 증취 나월 나한 문수)
의상능선어영청이 담당
- 의상봉(義相峰,501.5) : 신라시대 의상대사가 수도 했다는 전설이 전해져 붙여 짐
- 용출봉(龍出峰,571) : 용이 솟아 오르듯 뾰족하여 이름 붙임
- 용혈봉(龍穴峰,581) : 북한산성을 축성한 후에 봉우리 이름을 붙일 때 용에 관한 이름이 많이 붙여짐
- 증취봉(甑炊峰,593) : 증봉(甑峰:시루봉)에서 변하여, 시루가 불타는 봉우리(甑炊峰)란 뜻
- 나월봉(蘿月峰,688) : 고려시대 개성 천마산 나월봉에서 유래. 생긴 봉우리가 달모양을 닮았다고 해서 붙여짐
- 나한봉(羅漢峰,715.5) : 문수사 천연동굴의 오백나한에서 유래 (보현봉과 문수봉에 연이어 불교용어에서 유래
- 문수봉(文殊峰,727) : 봉우리 아래에 위치한 문수사에서 유래(문수사 : 고려 예종 탄연(坦然)이 세움)
- 보현봉(普賢峰,722) : 보현보살에서 나온 것으로 문수봉과 나란히 하고 있음

### 산성주능선 10봉(일출 월출 기룡 반룡 시단 덕장 복덕 성덕 화룡 잠룡)
주능선금위영 담당 (북한산성 축성(1711년)이후 주로 "용"자를 붙여 봉이름을 만듬)
- 일출봉(日出峰) 617 : 월출봉 (月出峰) 600 : 해와 달을 나란히 이름 붙임
- 기룡봉(起龍峰) 588 : 반룡봉 (盤龍峰) 583 : 용이 기상하는 모습과 웅트림 트고 있는 형상을 묘사한 봉우리
- 시단봉(柴丹峰) 607 : 해돋이를 맞이한다는 뜻으로 해몰이(紫霞:자하)와 반대
- 덕장봉(德藏峰) 586 : 복덕봉 (福德峰) 594 : 모든 봉우리가 읍(인사)을 하는 형상이란 뜻의 봉우리. 가운데 대동문(구 소동문)이 있다.
- 석가봉(釋迦峰) 598 : 현 칼바위 능선. 불교용어와 관련된 봉우리 이름 석가봉은 문수사에서 유래됨
- 성덕봉(聖德峰) 631 : 불교용어와 관련된 봉우리 이름.
- 화룡봉(化龍峰) 644 : 잠룡봉 (潛龍峰) 701 : 북한산성 축성 이후 용과 관련된 봉우리 이름. 가운데 대성문(구 대동문)이 있다.

### 산성 안 봉우리 (6봉)
- 기린봉 (麒麟峰) 472.1 : 산의 형세가 기린을 닮았다 하여 기린봉이라 부른다. 정상에 북장대가 있었다.
- 장군봉 (將軍峰) 431 : 고려말 최영장군이 머물던 곳이라 하여 장군봉이라 일컬음. 중흥사 서쪽(왼쪽)에 있다.
- 등안봉 (登岸峰) 463 : 중흥사 후면에 있다.
- 귀암봉 (龜巖峰) 520 : 거북이 바위가 있다고 하여 귀암봉이라 일컬음. 태고대(현 천해대)가 있고 아래에 태고사, 옆(傍)에 봉성암이 있다.
- 상원봉 (上元峰) 684 : 아래에 행궁(行宮)이 있다. 임금이 머무르는 봉우리란 뜻의 상원봉이라 부른다.
- 휴암봉 (鵂巖峰) 594 : 올빼미 바위가 있다고 하여 휴암봉이라 부름. 휴암봉 아래에 부왕사(扶旺寺)가 있다.

### 산성 밖 봉우리
- 족두리봉(鷲峰, 367.3) : 예전엔 수리봉(鷲峰:취봉)이라 부름. 멀리서 보면 마치 족두리 같다고 하여 최근에 붙여짐
- 향로봉(香爐峰, 527.4) : 탕춘대성 방향에서 바라보면 향로처럼 생겼다하여 붙여짐. 향림사 뒤에 있어 향림사 후봉이라 불림
- 관봉(冠峰) : 갓바위라 하여 관봉이라 함. 불암(佛巖:부처바위)라고도 함. 향림사 위에 있어 향림사 후대라 부름.
- 비봉(碑峰,560.3) : 신라 진흥왕이 부아악(고려시대 삼각산, 현 북한산)을 국경으로 삼는다는 순수비(巡狩碑)가 있음
- 승가봉(僧伽峰) : 승가사에서 유래 됨(승가사 : 신라 경덕왕 15년에 수태스님이 창건함)
- 사모바위 : 사모관대의 사모(絲帽)에서 유래사모바위

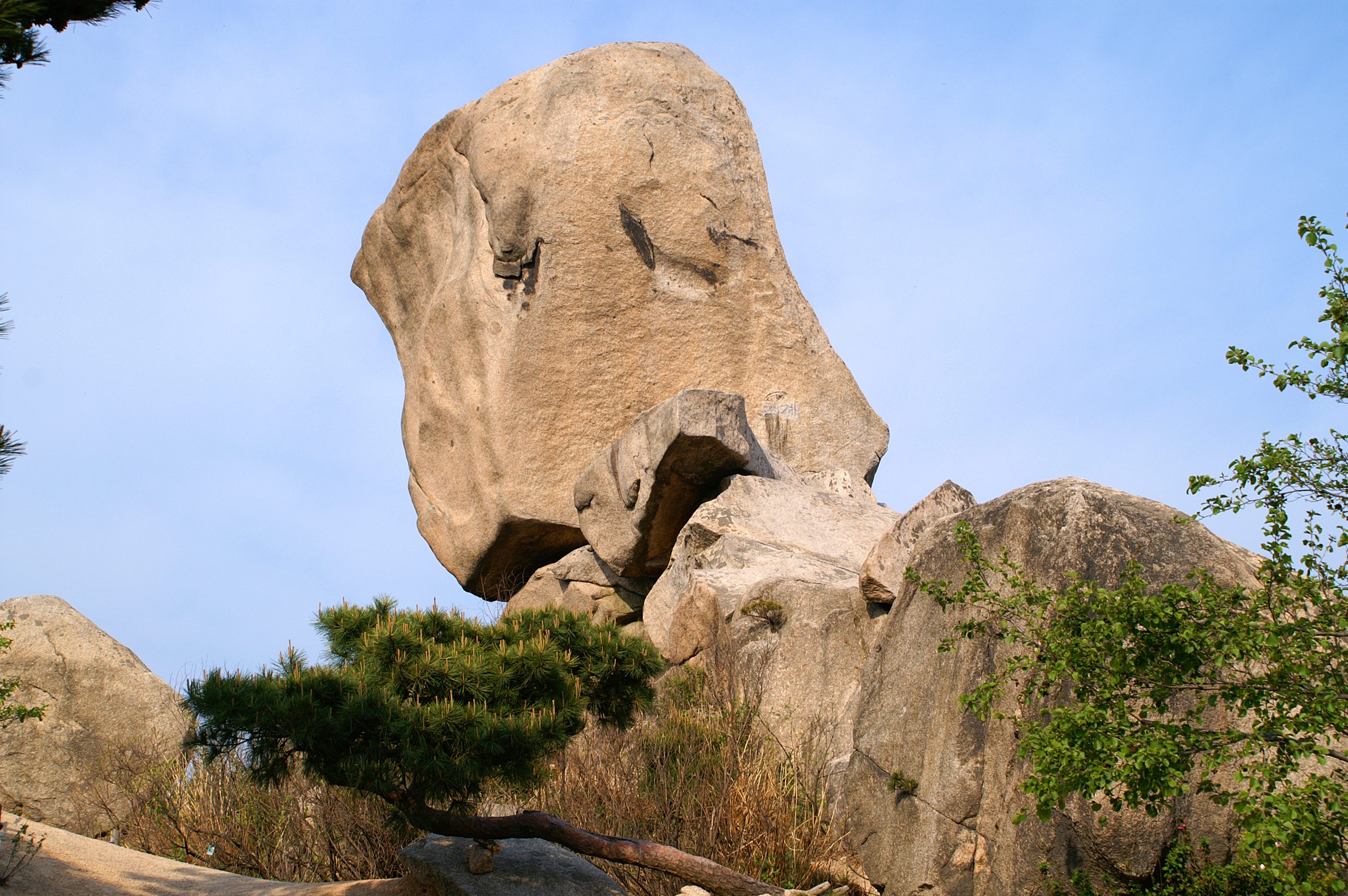
사모바위

- 석가봉(釋迦峰, 598) : 문수사에서 유래. 석가모니 문수보살  보현보살 3불상을 의미함. 현재 칼바위능선으로 부르고 있음
- 형제봉(兄弟峰,462.2 삼각측정지점) : 두봉우리의 높이가 엇 비슷하고 연이어 있다하여 붙여짐
- 영봉(靈峰,604) : 산을 타다 떠난 목숨을 기리는 곳, 즉, 영(靈)이 머무는 봉우리
- 영장봉(545m) : 망운봉(望雲峰) 또는 염장봉이라고도 부름
- 사기막봉(555m) : 사기막 능선 가운데 위에 있음. 정상에 산불감시카메라가 설치됨
- 숨은봉(768m) : 1970년 고려대 OB 산악회가 숨은벽(Hidden Face) 암벽코스를 개발하여 숨은벽이라 명명. 그 정상을 숨은봉이라 한다.
- 파랑새봉(710m) : 파랑새능선 정상에 있음, 장군봉이라고도 부름. 파랑새능선은 파랑새 산악회에서 코스를 개발하여 명명.
- 이 외에도 시루봉, 상장봉, 문필봉, 응봉(332.9m)등이 있다.

## 북한산 계곡
- 장춘동 계곡 (長春洞) : 수문에서 보리사까지
- 옥류동 계곡 (玉流洞) : 보리사에서 만경봉 아래까지
- 청계동 계곡 (淸溪洞) : 보리사에서 법용사 앞까지
- 노적동 계곡 (露積洞) : 법용사에서 노적사 아래까지(진국교)
- 영천동 계곡 (靈泉洞) : 진국교에서 노적봉 영천굴까지
- 백운동 계곡 (白雲洞) : 진국교에서 용학사 갈림길까지 / 조선 시대에는 암반에 '백운동문'이라고 글자를 새김
- 중흥동 계곡 (重興洞) : 용학사 갈림길에서 중흥사 앞까지
- 규룡동 계곡 (叫龍洞) : 중흥동 계곡 위에서 월출봉 아래에 있음
- 용계동 계곡 (龍溪洞) : 중흥동 계곡 위에서 일출봉 아래에 있음
- 용암동 계곡 (龍巖洞) : 중흥동 계곡 위에서 용암봉 아래에 있음
- 은선동 계곡 (隱仙洞) : 중흥동 계곡 위에서 만경봉 아래에 있음
- 잠룡동 계곡 (潛龍洞) : 잠룡봉에서 중흥동까지(대남문에서 중흥사앞까지)
- 용유동 계곡 (龍遊洞) : 증취봉 아래에서 법용사 갈림길까지
- 자하동 계곡 (紫霞洞) : 유선대 아래에 있음. 학현에서 발원 / "저녁노을이 지는 계곡"이라는 뜻.
- 부왕동 계곡 (扶旺洞) : 부왕사(扶旺寺)에서 용학사 갈림길까지. 현재는 청하동이라 부름
- 부왕동 계곡 (扶王洞) : 부왕동암문(扶王洞暗門)에서 삼천사까지
- 청수동 계곡 (淸水洞) : 청수동암문(淸水洞暗門:현 가사당암문)에서 백화사(중골)까지
- 청수동 계곡 (靑藪洞) : 석가현(현 보국문)에서 정릉천까지 / 현재는 '청수장'이라는 유원지로 변모
- 청담동 계곡 (淸潭洞) : 현 사기막골 계곡. 출렁다리에서 창릉천까지

## 북한산 교량
- 백운교(白雲橋) - 보리사 앞에 있다(현 새마을교)
- 청운교(靑雲橋) - 법용사 앞에 있다(현 법용교)
- 강선교(降仙橋) - 노적사 아래 있다(현 진국교)
- 봉황교(鳳凰橋) - 여기담 아래 있다 (없어짐)
- 환선교(喚仙橋) - 반룡담 아래 부왕동입구에 있다 (현 돌다리)
- 언룡교(偃龍橋) - 항해루[현 산영루] 아래에 있다 (없어짐)

## 북한산 돈대
- 의상대(義相臺) - 의상봉 아래에 있다.
- 원효대(元曉臺) - 원효봉 아래에 있다.
- 요초대(瑤草臺) - 원효대 아래에 있다.
- 태고대(太古臺) - 귀암봉 아래에 있다. (현 천해대)
- 소요대(逍遙臺) - 동장대 옆쪽에 있다. (시단봉 옆쪽, 591.8m)
- 법왕대(法王臺) - 보국사 남쪽에 있다.
- 곡룡대(曲龍臺) - 보광사 왼쪽에 있다.
- 유선대(遊仙臺) - 부왕사 앞쪽에 있다. (휴암봉 아래)

## 북한산 시설
- 성문 14개 : 대서문 수문 서암문 북문 백운봉암문 용암문 대동문 보국문 대성문 대남문 가사당암문 부왕동암문 청수동암문 중성문
- 사찰 13개 : 중흥사 서암사 원효암 상운사 진국사 봉성암 용암사 보광사 보국사 원각사 부왕사 국녕사
- 장대 3개 : 동장대(東將臺,시단봉 위에 있다) 남장대(南將臺, 나한봉(현 716봉 동북쪽에 있다) 북장대(北將臺, 기린봉 위에 있다)
- 누각 3개 : 산영루(山映樓, 중흥사 앞에 있다) 항해루(沆瀣樓, 중흥동 계곡을 지나 용학사 앞에 있다) 세심루(洗心樓, 서암사 앞에 있다)

## 북한산 둘레길
최근에 지리산 둘레길, 제주도 올레길, 변산 마실길 등 다양한 유형의 걷기 탐방 코스가 생겨남에 따라 북한산 국립공원 내에도 이와 같은 외부 탐방수요에 발맞추어 다양한 국립공원 탐방인프라 구축의 필요성이 대두됨에 따라 북한산 저지대 자락을 연결하는 북한산둘레길을 조성하여 2010년 8월 말에 이중 북한산(서울시 구간)을 개방하게 되었다.

## 갤러리

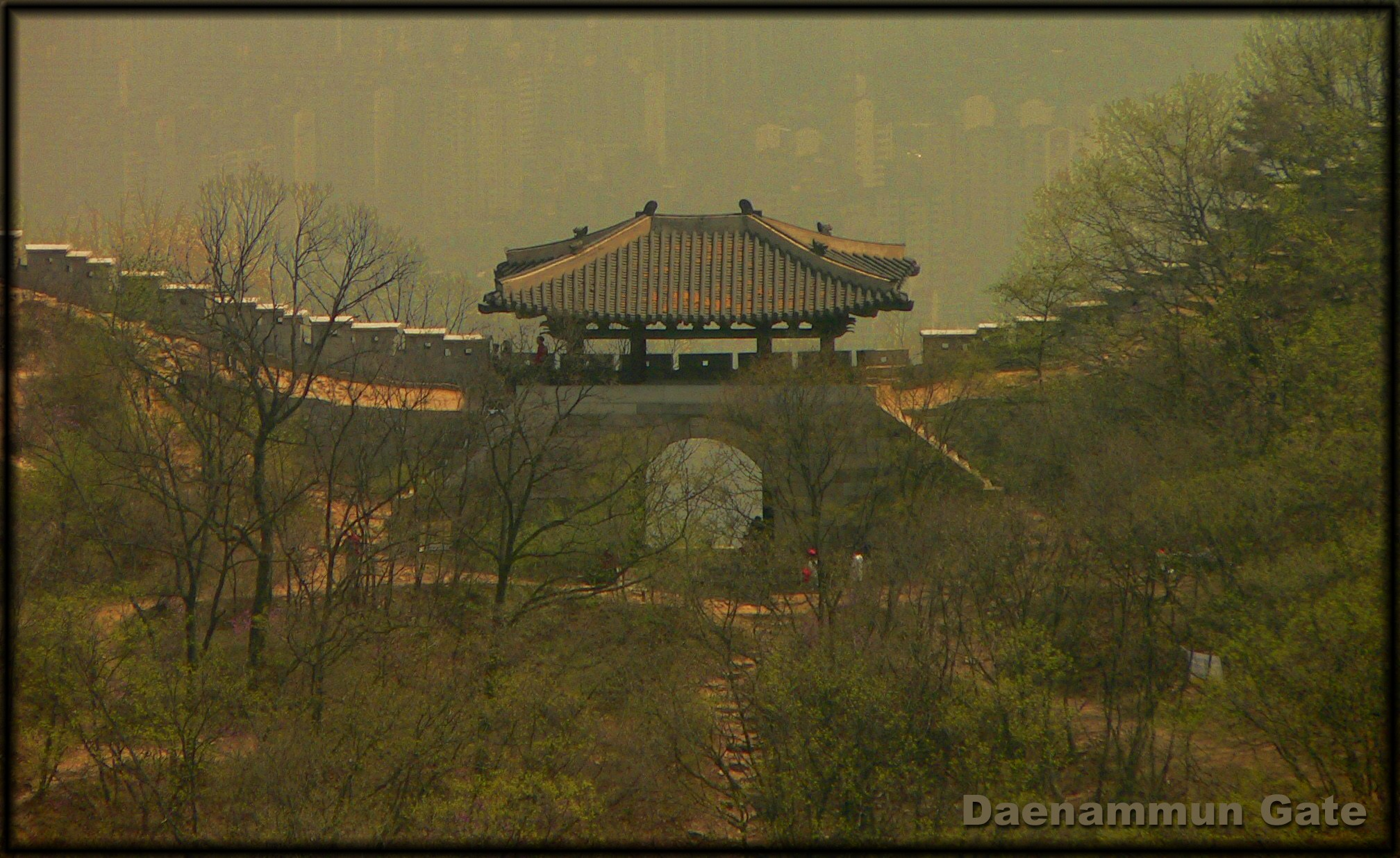
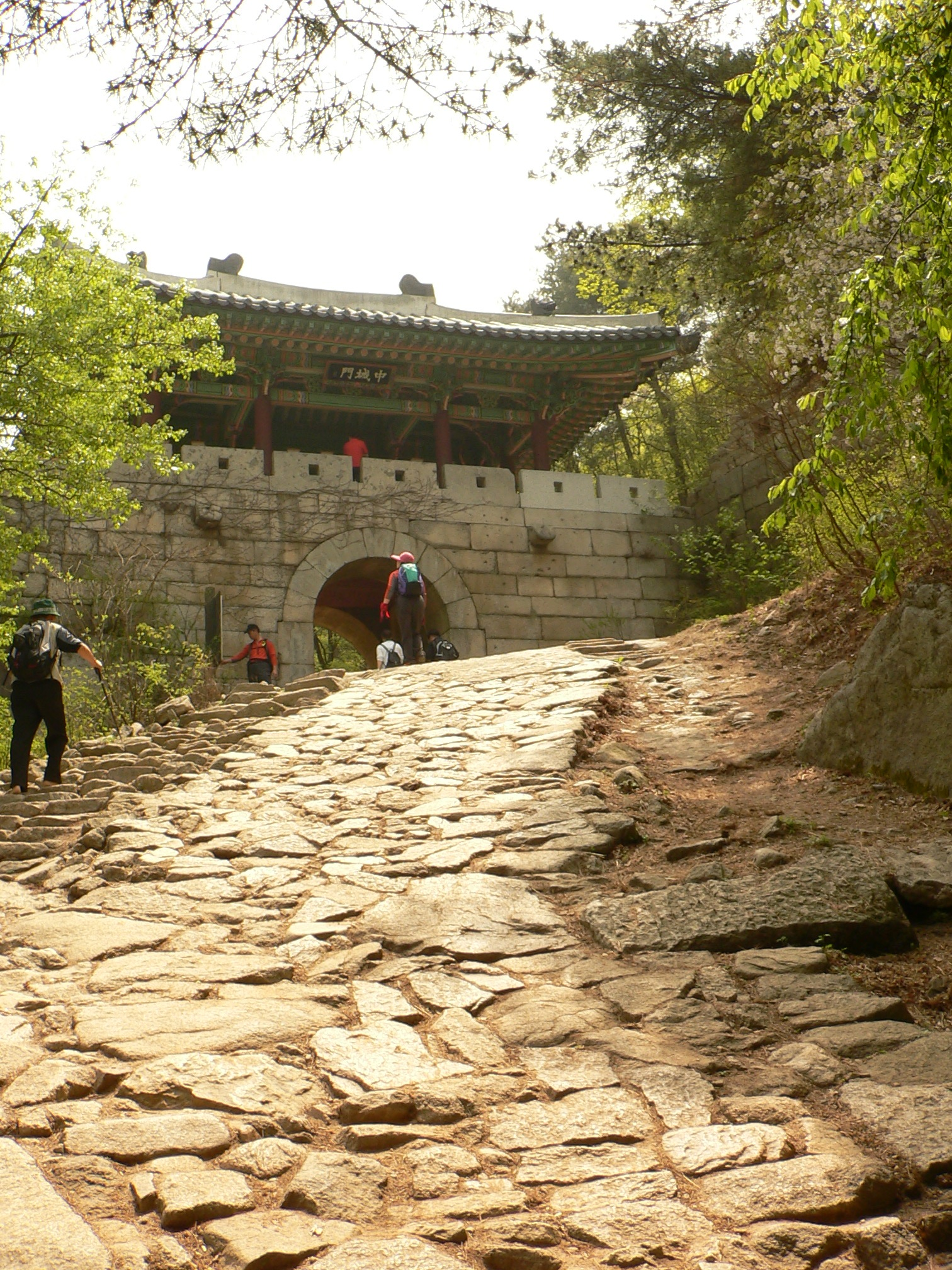
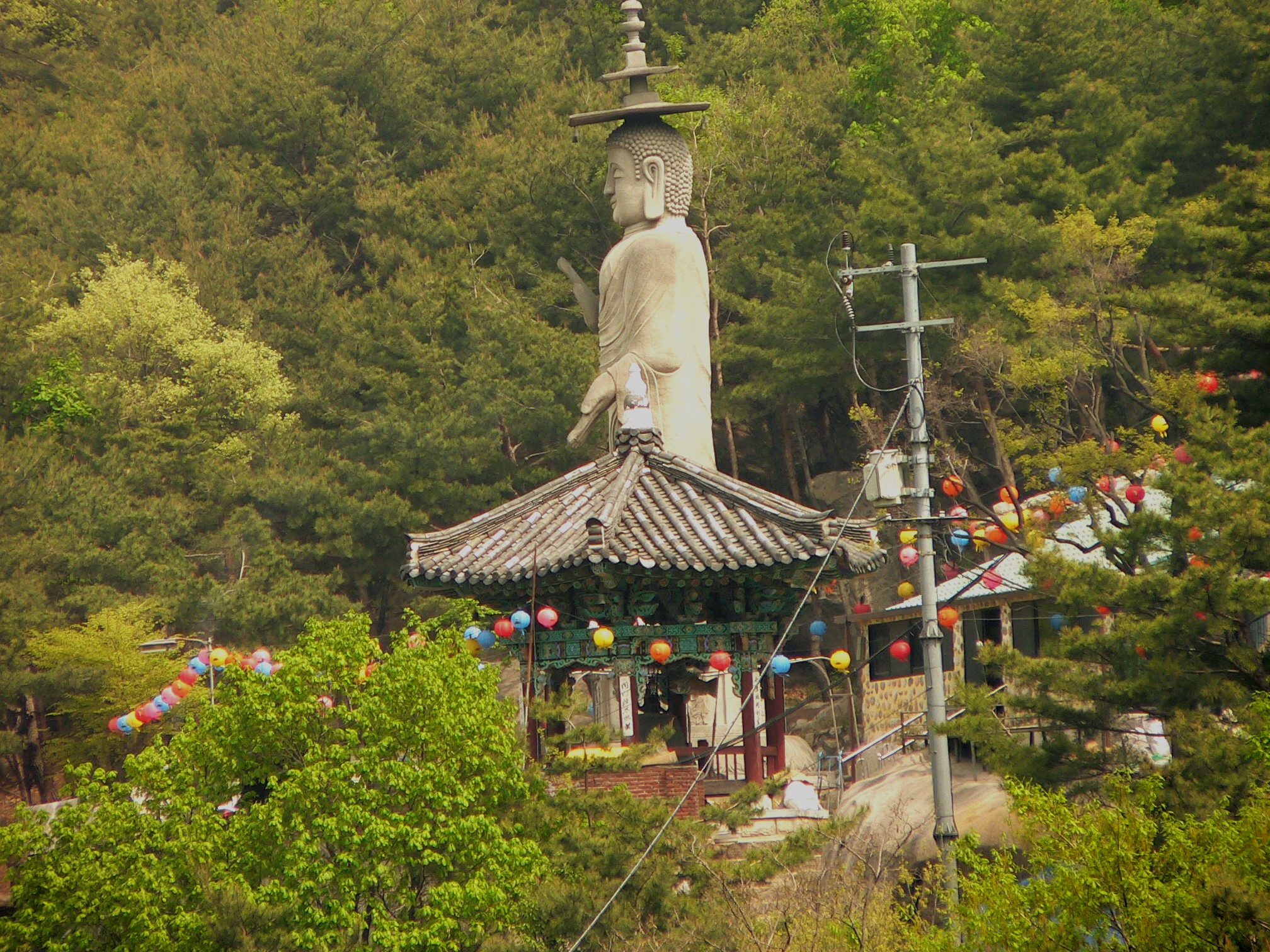
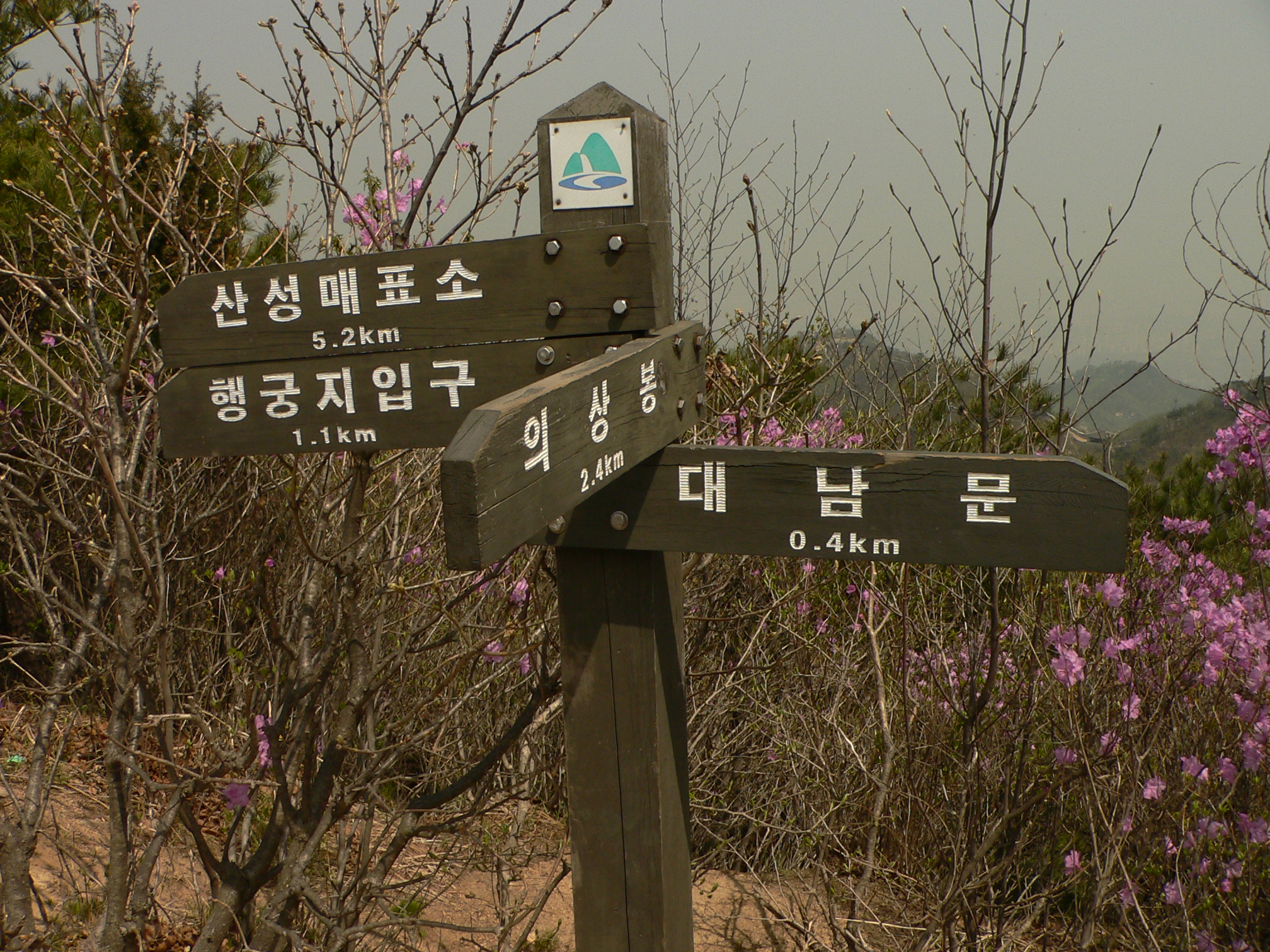
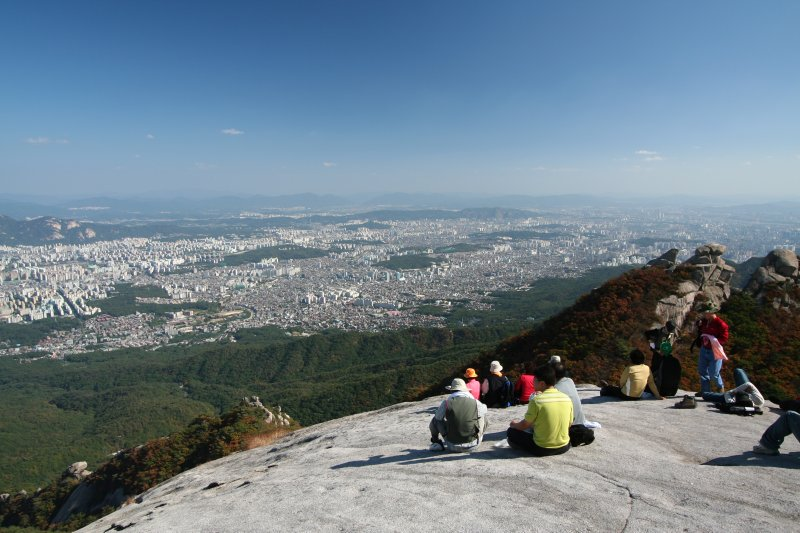
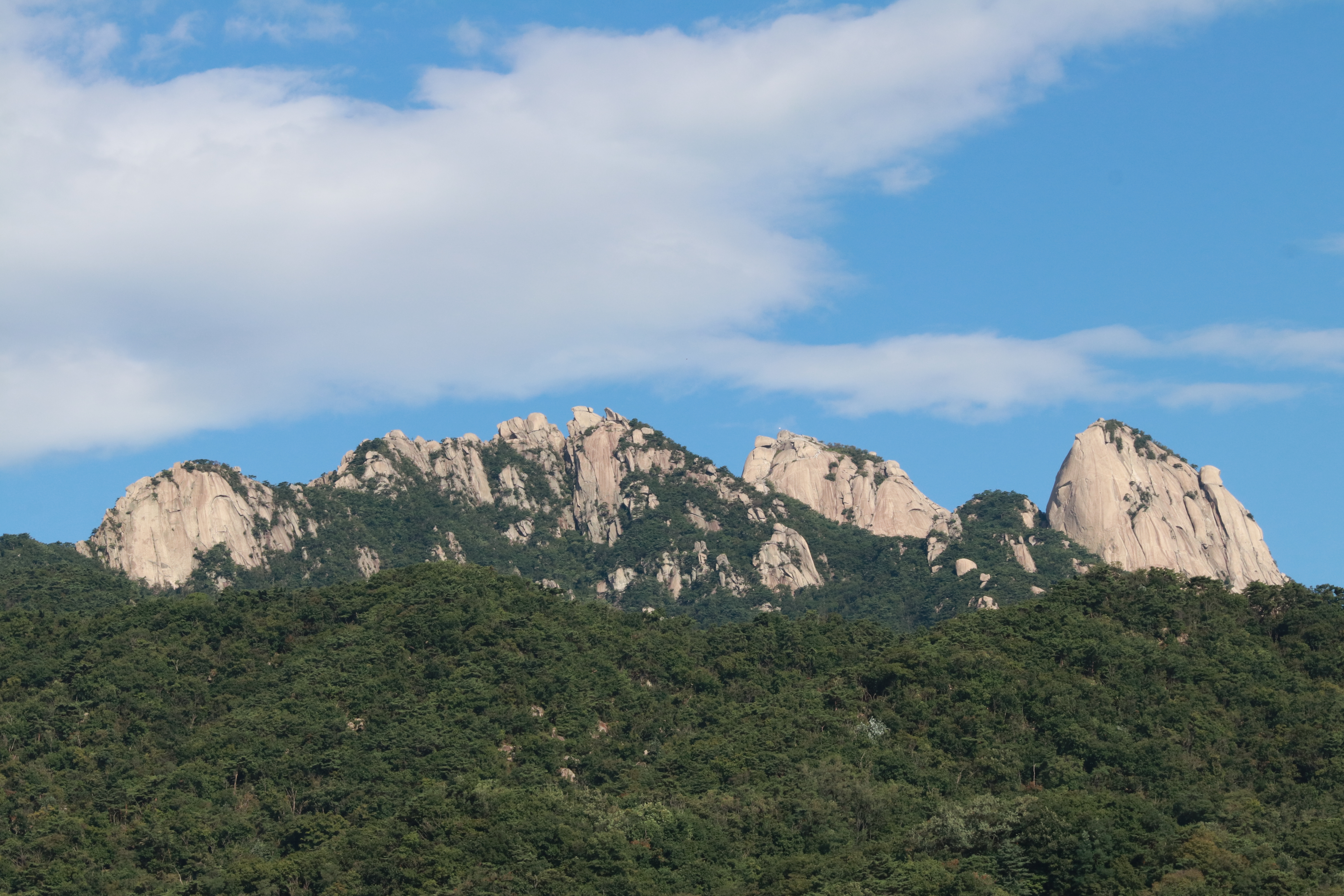
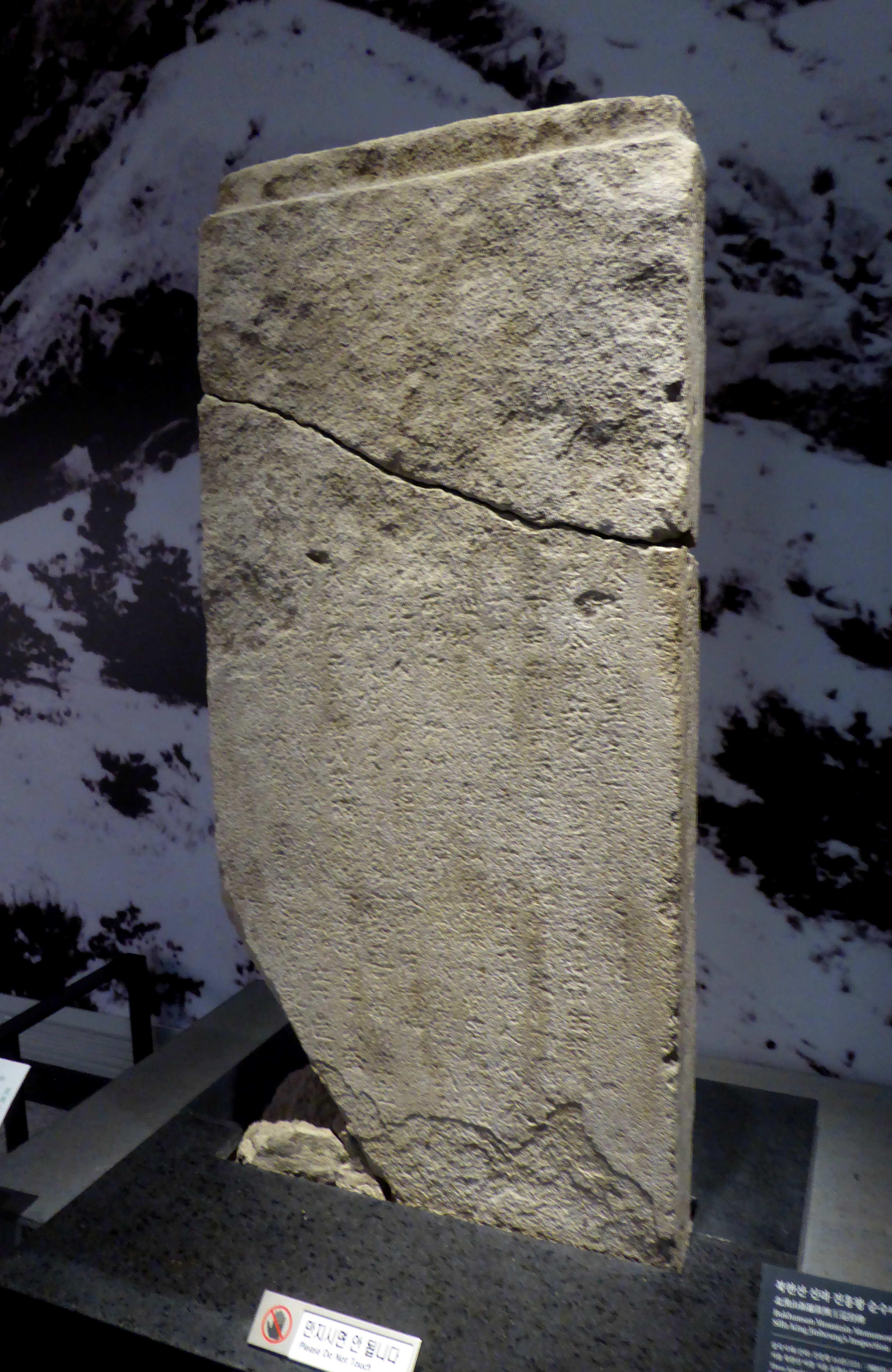

## 같이 보기
- 한국의 산
- 서울의 산 목록
- 북한산성
- 북한산 신라 진흥왕 순수비
- 화계사

## 일제가 기존 이름인 삼각산을 1910년 이후 북한산으로 바꿈.
1. ↑  단, 의문점의 어패가 좀 있다면? 고구려(高駒驪)의 ‘북한산군(北漢山郡)’은 도대체 어디에서부터 나온 이름이자 명칭이며, 신라(新羅)의 ‘북한산주(北漢山州)’는 도대체...?
2. ↑  “국립공원공단”. 2010년 7월 22일에 원본 문서에서 보존된 문서. 2010년 9월 14일에 확인함.
3. ↑   《글로벌 세계대백과》〈북한산 국립공원〉
4. ↑  박병권 (1972년 9월). “Whole-rock Rubidium-Strontium Age of the Seoul Granite (서울 화강암의 Rb-Sr방법에 의한 암석연대 측정)”. 《대한지질학회》 8 (3): 156-162.
5. ↑  소칠섭; 최병렬 (1975년 12월). “Rock Mechanical Analysis of the Granite Joints in Seoul Area 岩石力學的으로 考察한 서울花崗岩의 節理에 關한 硏究)”. 《대한지질학회》 11 (4): 233-239.

## 참고 문헌
- 본 문서에는 서울특별시에서 지식공유 프로젝트를 통해 퍼블릭 도메인으로 공개한 저작물을 기초로 작성된 내용이 포함되어 있습니다.